# Bundestagswahl 1990/Wahlergebnisse nach Bundesländern
Bundestagswahl 1990 – Wahlergebnisse nach Bundesländern.

## Wahlergebnisse

### Baden-Württemberg
| Gegenstand der Nachweisung | Erst- stimmen | Erst- stimmen | Zweit- stimmen | Zweit- stimmen | Sitze | Direkt- mandate |
| Gegenstand der Nachweisung | Anzahl        | %             | Anzahl         | %              | Sitze | Direkt- mandate |
| -------------------------- | ------------- | ------------- | -------------- | -------------- | ----- | --------------- |
| Wahlberechtigte            | 7.121.831     | 100,0         | 7.121.831      | 100,0          |       |                 |
| Wähler                     | 5.515.393     | 77,4          | 5.515.393      | 77,4           |       |                 |
| Ungültig                   | 94.671        | 1,7           | 76.041         | 1,4            |       |                 |
| Gültig                     | 5.420.722     | 100,0         | 5.439.352      | 100,0          | 73    | 37              |
| davon:                     |               |               |                |                |       |                 |
| CDU                        | 2.667.311     | 49,2          | 2.529.051      | 46,5           | 39    | 36              |
| SPD                        | 1.644.692     | 30,3          | 1.582.957      | 29,1           | 24    | 1               |
| F.D.P.                     | 432.526       | 8,0           | 667.272        | 12,3           | 10    | –               |
| GRÜNE                      | 368.855       | 6,8           | 311.680        | 5,7            | –     | –               |
| REP                        | 163.521       | 3,0           | 174.272        | 3,2            | –     | –               |
| GRAUE                      | 15.081        | 0,3           | 53.901         | 1,0            | –     | –               |
| ÖDP                        | 67.061        | 1,2           | 49.915         | 0,9            | –     | –               |
| NPD                        | 37.048        | 0,7           | 31.738         | 0,6            | –     | –               |
| LIGA                       | 721           | 0,0           | 14.996         | 0,3            | –     | –               |
| PDS                        | –             | –             | 13.778         | 0,3            | –     | –               |
| CM                         | 644           | 0,0           | 8.170          | 0,2            | –     | –               |
| Patrioten                  | –             | –             | 1.622          | 0,0            | –     | –               |
| EFP                        | 266           | 0,0           | –              | –              | –     | –               |
| VAA                        | 66            | 0,0           | –              | –              | –     | –               |
| Einzelbewerber             | 22.930        | 0,4           | –              | –              | –     | –               |

### Bayern
| Gegenstand der Nachweisung | Erst- stimmen | Erst- stimmen | Zweit- stimmen | Zweit- stimmen | Sitze | Direkt- mandate |
| Gegenstand der Nachweisung | Anzahl        | %             | Anzahl         | %              | Sitze | Direkt- mandate |
| -------------------------- | ------------- | ------------- | -------------- | -------------- | ----- | --------------- |
| Wahlberechtigte            | 8.623.570     | 100,0         | 8.623.570      | 100,0          |       |                 |
| Wähler                     | 6.419.744     | 74,4          | 6.419.744      | 74,4           |       |                 |
| Ungültig                   | 80.145        | 1,2           | 52.561         | 0,8            |       |                 |
| Gültig                     | 6.339.599     | 100,0         | 6.367.183      | 100,0          | 86    | 45              |
| davon:                     |               |               |                |                |       |                 |
| CSU                        | 3.423.904     | 54,0          | 3.302.980      | 51,9           | 51    | 43              |
| SPD                        | 1.748.868     | 27,6          | 1.697.970      | 26,7           | 26    | 2               |
| F.D.P.                     | 377.699       | 6,0           | 551.892        | 8,7            | 9     | –               |
| REP                        | 277.272       | 4,4           | 316.659        | 4,9            | –     | –               |
| GRÜNE                      | 343.930       | 5,4           | 293.039        | 4,6            | –     | –               |
| ÖDP                        | 99.926        | 1,6           | 75.027         | 1,2            | –     | –               |
| GRAUE                      | 23.766        | 0,4           | 52.514         | 0,8            | –     | –               |
| BP                         | 10.836        | 0,2           | 31.315         | 0,5            | –     | –               |
| NPD                        | 21.324        | 0,3           | 14.218         | 0,2            | –     | –               |
| PDS                        | 182           | 0,0           | 13.722         | 0,2            | –     | –               |
| LIGA                       | 2.779         | 0,0           | 10.642         | 0,2            | –     | –               |
| CM                         | –             | –             | 5.969          | 0,1            | –     | –               |
| Patrioten                  | 451           | 0,0           | 1.236          | 0,0            | –     | –               |
| VAA                        | 113           | 0,0           | –              | –              | –     | –               |
| Einzelbewerber             | 8.549         | 0,1           | –              | –              | –     | –               |

### Berlin
| Gegenstand der Nachweisung | Erst- stimmen | Erst- stimmen | Zweit- stimmen | Zweit- stimmen | Sitze | Direkt- mandate |
| Gegenstand der Nachweisung | Anzahl        | %             | Anzahl         | %              | Sitze | Direkt- mandate |
| -------------------------- | ------------- | ------------- | -------------- | -------------- | ----- | --------------- |
| Wahlberechtigte            | 2.537.310     | 100,0         | 2.537.310      | 100,0          |       |                 |
| Wähler                     | 2.043.894     | 80,6          | 2.043.894      | 80,6           |       |                 |
| Ungültig                   | 55.837        | 2,7           | 31.217         | 1,5            |       |                 |
| Gültig                     | 1.988.057     | 100,0         | 2.012.677      | 100,0          | 28    | 13              |
| davon:                     |               |               |                |                |       |                 |
| CDU                        | 805.578       | 40,5          | 792.514        | 39,4           | 12    | 8               |
| SPD                        | 657.066       | 33,1          | 616.320        | 30,6           | 9     | 4               |
| PDS                        | 198.786       | 10,0          | 195.613        | 9,7            | 3     | 1               |
| F.D.P.                     | 152.005       | 7,6           | 183.780        | 9,1            | 3     | –               |
| GRÜNE                      | 82.907        | 4,2           | 79.192         | 3,9            | –     | –               |
| B90/Gr                     | 10.022        | 0,5           | 66.294         | 3,3            | 1     | –               |
| REP                        | 50.360        | 2,5           | 49.408         | 2,5            | –     | –               |
| GRAUE                      | 19.430        | 1,0           | 16.882         | 0,8            | –     | –               |
| DSU                        | 4.979         | 0,3           | 4.467          | 0,2            | –     | –               |
| ÖDP                        | 3.911         | 0,2           | 3.668          | 0,2            | –     | –               |
| NPD                        | 2.451         | 0,1           | 2.170          | 0,1            | –     | –               |
| DDD                        | 474           | 0,0           | 1.009          | 0,1            | –     | –               |
| VAA                        | –             | –             | 480            | 0,0            | –     | –               |
| KPD                        | –             | –             | 410            | 0,0            | –     | –               |
| SpAD                       | –             | –             | 200            | 0,0            | –     | –               |
| BSA                        | –             | –             | 161            | 0,0            | –     | –               |
| Patrioten                  | –             | –             | 109            | 0,0            | –     | –               |
| Mündige Bürger             | 72            | 0,0           | –              | –              | –     | –               |
| Einzelbewerber             | 16            | 0,0           | –              | –              | –     | –               |

### Brandenburg
| Gegenstand der Nachweisung | Erst- stimmen | Erst- stimmen | Zweit- stimmen | Zweit- stimmen | Sitze | Direkt- mandate |
| Gegenstand der Nachweisung | Anzahl        | %             | Anzahl         | %              | Sitze | Direkt- mandate |
| -------------------------- | ------------- | ------------- | -------------- | -------------- | ----- | --------------- |
| Wahlberechtigte            | 1.956.684     | 100,0         | 1.956.684      | 100,0          |       |                 |
| Wähler                     | 1.444.148     | 73,8          | 1.444.148      | 73,8           |       |                 |
| Ungültig                   | 26.188        | 1,8           | 20.708         | 1,4            |       |                 |
| Gültig                     | 1.417.960     | 100,0         | 1.423.440      | 100,0          | 22    | 12              |
| davon:                     |               |               |                |                |       |                 |
| CDU                        | 520.294       | 36,7          | 516.617        | 36,3           | 8     | 7               |
| SPD                        | 485.180       | 34,2          | 468.294        | 32,9           | 7     | 5               |
| PDS                        | 166.998       | 11,8          | 157.022        | 11,0           | 3     | –               |
| F.D.P.                     | 124.857       | 8,8           | 138.586        | 9,7            | 2     | –               |
| B90/Gr                     | 106.814       | 7,5           | 94.386         | 6,6            | 2     | –               |
| REP                        | –             | –             | 23.504         | 1,7            | –     | –               |
| GRAUE                      | –             | –             | 11.340         | 0,8            | –     | –               |
| DSU                        | 9.219         | 0,7           | 6.012          | 0,4            | –     | –               |
| NPD                        | 4.242         | 0,3           | 3.089          | 0,2            | –     | –               |
| ÖDP                        | –             | –             | 2.500          | 0,2            | –     | –               |
| LIGA                       | –             | –             | 1.598          | 0,1            | –     | –               |
| Mündige Bürger             | –             | –             | 492            | 0,0            | –     | –               |
| Einzelbewerber             | 356           | 0,0           | –              | –              | –     | –               |

### Bremen
| Gegenstand der Nachweisung | Erst- stimmen | Erst- stimmen | Zweit- stimmen | Zweit- stimmen | Sitze | Direkt- mandate |
| Gegenstand der Nachweisung | Anzahl        | %             | Anzahl         | %              | Sitze | Direkt- mandate |
| -------------------------- | ------------- | ------------- | -------------- | -------------- | ----- | --------------- |
| Wahlberechtigte            | 523.471       | 100,0         | 523.471        | 100,0          |       |                 |
| Wähler                     | 400.467       | 76,5          | 400.467        | 76,5           |       |                 |
| Ungültig                   | 4.780         | 1,2           | 4.148          | 1,0            |       |                 |
| Gültig                     | 395.687       | 100,0         | 396.319        | 100,0          | 6     | 3               |
| davon:                     |               |               |                |                |       |                 |
| SPD                        | 175.297       | 44,3          | 168.496        | 42,5           | 3     | 3               |
| CDU                        | 127.419       | 32,2          | 122.631        | 30,9           | 2     | –               |
| F.D.P.                     | 35.859        | 9,1           | 50.630         | 12,8           | 1     | –               |
| GRÜNE                      | 37.558        | 9,5           | 32.840         | 8,3            | –     | –               |
| REP                        | 8.782         | 2,2           | 8.225          | 2,1            | –     | –               |
| GRAUE                      | 8.493         | 2,1           | 6.934          | 1,7            | –     | –               |
| PDS                        | –             | –             | 4.219          | 1,1            | –     | –               |
| NPD                        | 1.848         | 0,5           | 1.664          | 0,4            | –     | –               |
| ÖDP                        | –             | –             | 680            | 0,2            | –     | –               |
| Einzelbewerber             | 431           | 0,1           | –              | –              | –     | –               |

### Hamburg
| Gegenstand der Nachweisung | Erst- stimmen | Erst- stimmen | Zweit- stimmen | Zweit- stimmen | Sitze | Direkt- mandate |
| Gegenstand der Nachweisung | Anzahl        | %             | Anzahl         | %              | Sitze | Direkt- mandate |
| -------------------------- | ------------- | ------------- | -------------- | -------------- | ----- | --------------- |
| Wahlberechtigte            | 1.263.637     | 100,0         | 1.263.637      | 100,0          |       |                 |
| Wähler                     | 988.556       | 78,2          | 988.556        | 78,2           |       |                 |
| Ungültig                   | 9.590         | 1,0           | 7.829          | 0,8            |       |                 |
| Gültig                     | 978.966       | 100,0         | 980.727        | 100,0          | 14    | 7               |
| davon:                     |               |               |                |                |       |                 |
| SPD                        | 429.035       | 43,8          | 402.530        | 41,0           | 6     | 6               |
| CDU                        | 380.892       | 38,9          | 359.333        | 36,6           | 6     | 1               |
| F.D.P.                     | 71.578        | 7,3           | 117.293        | 12,0           | 2     | –               |
| GRÜNE                      | 60.713        | 6,2           | 56.906         | 5,8            | –     | –               |
| REP                        | 17.308        | 1,8           | 16.911         | 1,7            | –     | –               |
| GRAUE                      | 14.817        | 1,5           | 11.561         | 1,2            | –     | –               |
| PDS                        | –             | –             | 10.358         | 1,1            | –     | –               |
| NPD                        | 2.940         | 0,3           | 2.767          | 0,3            | –     | –               |
| ÖDP                        | –             | –             | 1.995          | 0,2            | –     | –               |
| CM                         | 1.140         | 0,1           | 1.073          | 0,1            | –     | –               |
| SpAD                       | 124           | 0,0           | –              | –              | –     | –               |
| Einzelbewerber             | 419           | 0,0           | –              | –              | –     | –               |

### Hessen
| Gegenstand der Nachweisung | Erst- stimmen | Erst- stimmen | Zweit- stimmen | Zweit- stimmen | Sitze | Direkt- mandate |
| Gegenstand der Nachweisung | Anzahl        | %             | Anzahl         | %              | Sitze | Direkt- mandate |
| -------------------------- | ------------- | ------------- | -------------- | -------------- | ----- | --------------- |
| Wahlberechtigte            | 4.294.116     | 100,0         | 4.294.116      | 100,0          |       |                 |
| Wähler                     | 3.484.107     | 81,1          | 3.484.107      | 81,1           |       |                 |
| Ungültig                   | 54.462        | 1,6           | 41.102         | 1,2            |       |                 |
| Gültig                     | 3.429.645     | 100,0         | 3.443.005      | 100,0          | 48    | 22              |
| davon:                     |               |               |                |                |       |                 |
| CDU                        | 1.505.495     | 43,9          | 1.422.262      | 41,3           | 22    | 13              |
| SPD                        | 1.391.642     | 40,6          | 1.308.151      | 38,0           | 20    | 9               |
| F.D.P.                     | 232.509       | 6,8           | 374.240        | 10,9           | 6     | –               |
| GRÜNE                      | 197.897       | 5,8           | 192.110        | 5,6            | –     | –               |
| REP                        | 43.924        | 1,3           | 71.628         | 2,1            | –     | –               |
| GRAUE                      | 16.437        | 0,5           | 30.459         | 0,9            | –     | –               |
| NPD                        | 29.106        | 0,8           | 19.082         | 0,6            | –     | –               |
| PDS                        | –             | –             | 13.037         | 0,4            | –     | –               |
| ÖDP                        | 11.504        | 0,3           | 12.036         | 0,3            | –     | –               |
| CM                         | 965           | 0,0           | –              | –              | –     | –               |
| VAA                        | 136           | 0,0           | –              | –              | –     | -               |
| Patrioten                  | 30            | 0,0           | –              | –              | –     | –               |

### Mecklenburg-Vorpommern
| Gegenstand der Nachweisung | Erst- stimmen | Erst- stimmen | Zweit- stimmen | Zweit- stimmen | Sitze | Direkt- mandate | Über- hang- mandate |
| Gegenstand der Nachweisung | Anzahl        | %             | Anzahl         | %              | Sitze | Direkt- mandate | Über- hang- mandate |
| -------------------------- | ------------- | ------------- | -------------- | -------------- | ----- | --------------- | ------------------- |
| Wahlberechtigte            | 1.432.336     | 100,0         | 1.432.336      | 100,0          |       |                 |                     |
| Wähler                     | 1.015.043     | 70,9          | 1.015.043      | 70,9           |       |                 |                     |
| Ungültig                   | 29.756        | 2,9           | 17.922         | 1,8            |       |                 |                     |
| Gültig                     | 985.287       | 100,0         | 997.121        | 100,0          | 16    | 9               | 2                   |
| davon:                     |               |               |                |                |       |                 |                     |
| CDU                        | 428.255       | 43,5          | 410.940        | 41,2           | 8     | 8               | 2                   |
| SPD                        | 303.850       | 30,8          | 264.715        | 26,5           | 4     | 1               | –                   |
| PDS                        | 138.877       | 14,1          | 141.906        | 14,2           | 2     | –               | –                   |
| F.D.P.                     | 100.141       | 10,2          | 91.229         | 9,1            | 1     | –               | –                   |
| B90/Gr                     | 6.703         | 0,7           | 58.792         | 5,9            | 1     | –               | –                   |
| REP                        | –             | –             | 14.146         | 1,4            | –     | –               | –                   |
| GRAUE                      | –             | –             | 7.269          | 0,7            | –     | –               | –                   |
| NPD                        | 7.461         | 0,8           | 3.164          | 0,3            | –     | –               | –                   |
| DSU                        | –             | –             | 3.003          | 0,3            | –     | –               | –                   |
| ÖDP                        | –             | –             | 1.572          | 0,2            | –     | –               | –                   |
| SpAD                       | –             | –             | 385            | 0,0            | –     | –               | –                   |

### Niedersachsen
| Gegenstand der Nachweisung | Erst- stimmen | Erst- stimmen | Zweit- stimmen | Zweit- stimmen | Sitze | Direkt- mandate |
| Gegenstand der Nachweisung | Anzahl        | %             | Anzahl         | %              | Sitze | Direkt- mandate |
| -------------------------- | ------------- | ------------- | -------------- | -------------- | ----- | --------------- |
| Wahlberechtigte            | 5.760.382     | 100,0         | 5.760.382      | 100,0          |       |                 |
| Wähler                     | 4.640.203     | 80,6          | 4.640.203      | 80,6           |       |                 |
| Ungültig                   | 46.665        | 1,0           | 36.818         | 0,8            |       |                 |
| Gültig                     | 4.593.538     | 100,0         | 4.603.385      | 100,0          | 65    | 31              |
| davon:                     |               |               |                |                |       |                 |
| CDU                        | 2.123.178     | 46,2          | 2.039.668      | 44,3           | 31    | 20              |
| SPD                        | 1.871.561     | 40,7          | 1.765.928      | 38,4           | 27    | 11              |
| F.D.P.                     | 294.495       | 6,4           | 474.609        | 10,3           | 7     | –               |
| GRÜNE                      | 222.755       | 4,8           | 205.449        | 4,5            | –     | –               |
| REP                        | 34.483        | 0,8           | 46.934         | 1,0            | –     | –               |
| GRAUE                      | 18.240        | 0,4           | 28.401         | 0,6            | –     | –               |
| PDS                        | –             | –             | 14.654         | 0,3            | –     | –               |
| NPD                        | 17.659        | 0,4           | 12.747         | 0,3            | –     | –               |
| ÖDP                        | 4.653         | 0,1           | 5.814          | 0,1            | –     | –               |
| ÖKO-UNION                  | 1.106         | 0,0           | 4.661          | 0,1            | –     | –               |
| CM                         | 1.464         | 0,0           | 4.520          | 0,1            | –     | –               |
| FRAUEN                     | 405           | 0,0           | –              | –              | –     | –               |
| Einzelbewerber             | 3.539         | 0,1           | –              | –              | –     | –               |

### Nordrhein-Westfalen
| Gegenstand der Nachweisung | Erst- stimmen | Erst- stimmen | Zweit- stimmen | Zweit- stimmen | Sitze | Direkt- mandate |
| Gegenstand der Nachweisung | Anzahl        | %             | Anzahl         | %              | Sitze | Direkt- mandate |
| -------------------------- | ------------- | ------------- | -------------- | -------------- | ----- | --------------- |
| Wahlberechtigte            | 13.098.236    | 100,0         | 13.098.236     | 100,0          |       |                 |
| Wähler                     | 10.310.531    | 78,7          | 10.310.531     | 78,7           |       |                 |
| Ungültig                   | 124.223       | 1,2           | 103.889        | 1,0            |       |                 |
| Gültig                     | 10.186.308    | 100,0         | 10.206.642     | 100,0          | 146   | 71              |
| davon:                     |               |               |                |                |       |                 |
| SPD                        | 4.398.704     | 43,2          | 4.195.971      | 41,1           | 65    | 38              |
| CDU                        | 4.314.743     | 42,4          | 4.131.698      | 40,5           | 63    | 33              |
| F.D.P.                     | 692.025       | 6,8           | 1.118.967      | 11,0           | 17    | –               |
| GRÜNE                      | 523.549       | 5,1           | 440.216        | 4,3            | –     | –               |
| REP                        | 109.480       | 1,1           | 132.830        | 1,3            | –     | –               |
| GRAUE                      | 68.577        | 0,7           | 81.123         | 0,8            | –     | –               |
| PDS                        | –             | –             | 28.922         | 0,3            | 1     | –               |
| ÖDP                        | 35.549        | 0,3           | 26.004         | 0,3            | –     | –               |
| NPD                        | 36.477        | 0,4           | 24.637         | 0,2            | –     | –               |
| FRAUEN                     | 1.028         | 0,0           | 12.077         | 0,1            | –     | –               |
| CM                         | 4.052         | 0,0           | 11.267         | 0,1            | –     | –               |
| VAA                        | 78            | 0,0           | 1.822          | 0,0            | –     | –               |
| Patrioten                  | 265           | 0,0           | 1.108          | 0,0            | –     | –               |
| BSA                        | 40            | 0,0           | –              | –              | –     | –               |
| Einzelbewerber             | 1.741         | 0,0           | –              | –              | –     | –               |

### Rheinland-Pfalz
| Gegenstand der Nachweisung | Erst- stimmen | Erst- stimmen | Zweit- stimmen | Zweit- stimmen | Sitze | Direkt- mandate |
| Gegenstand der Nachweisung | Anzahl        | %             | Anzahl         | %              | Sitze | Direkt- mandate |
| -------------------------- | ------------- | ------------- | -------------- | -------------- | ----- | --------------- |
| Wahlberechtigte            | 2.935.588     | 100,0         | 2.935.588      | 100,0          |       |                 |
| Wähler                     | 2.397.054     | 81,7          | 2.397.054      | 81,7           |       |                 |
| Ungültig                   | 45.307        | 1,9           | 33.335         | 1,4            |       |                 |
| Gültig                     | 2.351.747     | 100,0         | 2.363.719      | 100,0          | 34    | 16              |
| davon:                     |               |               |                |                |       |                 |
| CDU                        | 1.098.953     | 46,7          | 1.078.796      | 45,6           | 17    | 12              |
| SPD                        | 900.973       | 38,3          | 853.144        | 36,1           | 13    | 4               |
| F.D.P.                     | 168.221       | 7,2           | 245.283        | 10,4           | 4     | –               |
| GRÜNE                      | 114.467       | 4,9           | 95.596         | 4,0            | –     | –               |
| REP                        | 38.223        | 1,6           | 40.910         | 1,7            | –     | –               |
| GRAUE                      | 5.367         | 0,2           | 21.279         | 0,9            | –     | –               |
| ÖDP                        | 15.413        | 0,7           | 12.006         | 0,5            | –     | –               |
| NPD                        | 8.104         | 0,3           | 7.973          | 0,3            | –     | –               |
| CM                         | 1.396         | 0,1           | 4.469          | 0,2            | –     | –               |
| PDS                        | –             | –             | 4.263          | 0,2            | –     | –               |
| Einzelbewerber             | 630           | 0,0           | –              | –              | –     | –               |

### Saarland
| Gegenstand der Nachweisung | Erst- stimmen | Erst- stimmen | Zweit- stimmen | Zweit- stimmen | Sitze | Direkt- mandate |
| Gegenstand der Nachweisung | Anzahl        | %             | Anzahl         | %              | Sitze | Direkt- mandate |
| -------------------------- | ------------- | ------------- | -------------- | -------------- | ----- | --------------- |
| Wahlberechtigte            | 848.363       | 100,0         | 848.363        | 100,0          |       |                 |
| Wähler                     | 721.699       | 85,1          | 721.699        | 85,1           |       |                 |
| Ungültig                   | 13.187        | 1,8           | 10.501         | 1,5            |       |                 |
| Gültig                     | 708.512       | 100,0         | 711.198        | 100,0          | 11    | 5               |
| davon:                     |               |               |                |                |       |                 |
| SPD                        | 366.060       | 51,7          | 363.933        | 51,2           | 6     | 5               |
| CDU                        | 275.887       | 38,9          | 271.310        | 38,1           | 4     | –               |
| F.D.P.                     | 34.273        | 4,8           | 42.459         | 6,0            | 1     | –               |
| GRÜNE                      | 19.192        | 2,7           | 16.118         | 2,3            | –     | –               |
| REP                        | –             | –             | 6.248          | 0,9            | –     | –               |
| GRAUE                      | 5.800         | 0,8           | 5.215          | 0,7            | –     | –               |
| NPD                        | 4.598         | 0,6           | 2.130          | 0,3            | –     | –               |
| ÖDP                        | 2.702         | 0,4           | 1.643          | 0,2            | –     |                 |
| PDS                        | –             | –             | 1.164          | 0,2            | –     | –               |
| CM                         | –             | –             | 978            | 0,1            | –     | –               |

### Sachsen
| Gegenstand der Nachweisung | Erst- stimmen | Erst- stimmen | Zweit- stimmen | Zweit- stimmen | Sitze | Direkt- mandate |
| Gegenstand der Nachweisung | Anzahl        | %             | Anzahl         | %              | Sitze | Direkt- mandate |
| -------------------------- | ------------- | ------------- | -------------- | -------------- | ----- | --------------- |
| Wahlberechtigte            | 3.707.677     | 100,0         | 3.707.677      | 100,0          |       |                 |
| Wähler                     | 2.825.162     | 76,2          | 2.825.162      | 76,2           |       |                 |
| Ungültig                   | 60.631        | 2,1           | 44.492         | 1,6            |       |                 |
| Gültig                     | 2.764.531     | 100,0         | 2.780.670      | 100,0          | 40    | 21              |
| davon:                     |               |               |                |                |       |                 |
| CDU                        | 1.396.508     | 50,5          | 1.376.055      | 49,5           | 21    | 21              |
| SPD                        | 504.416       | 18,2          | 505.176        | 18,2           | 8     | –               |
| F.D.P.                     | 293.262       | 10,6          | 345.471        | 12,4           | 5     | –               |
| PDS                        | 253.066       | 9,2           | 251.217        | 9,0            | 4     | –               |
| B90/Gr                     | 220.497       | 8,0           | 163.192        | 5,9            | 2     | –               |
| DSU                        | 70.381        | 2,5           | 48.365         | 1,7            | –     | –               |
| REP                        | 2.310         | 0,1           | 33.605         | 1,2            | –     | –               |
| GRAUE                      | 9.975         | 0,4           | 28.898         | 1,0            | –     | –               |
| LIGA                       | 5.167         | 0,2           | 10.082         | 0,4            | –     | –               |
| NPD                        | 5.464         | 0,2           | 9.514          | 0,3            | –     | –               |
| ÖDP                        | –             | –             | 4.208          | 0,2            | –     | –               |
| VAA                        | 311           | 0,0           | 2.228          | 0,1            | –     | –               |
| KPD                        | –             | –             | 1.220          | 0,0            | –     | –               |
| BSA                        | 174           | 0,0           | 665            | 0,0            | –     | –               |
| SpAD                       | –             | –             | 493            | 0,0            | –     | –               |
| Patrioten                  | –             | –             | 281            | 0,0            | –     | –               |
| Einzelbewerber             | 3.000         | 0,1           | –              | –              | –     | –               |

### Sachsen-Anhalt
| Gegenstand der Nachweisung | Erst- stimmen | Erst- stimmen | Zweit- stimmen | Zweit- stimmen | Sitze | Direkt- mandate | Über- hang- mandate |
| Gegenstand der Nachweisung | Anzahl        | %             | Anzahl         | %              | Sitze | Direkt- mandate | Über- hang- mandate |
| -------------------------- | ------------- | ------------- | -------------- | -------------- | ----- | --------------- | ------------------- |
| Wahlberechtigte            | 2.237.790     | 100,0         | 2.237.790      | 100,0          |       |                 |                     |
| Wähler                     | 1.615.723     | 72,2          | 1.615.723      | 72,2           |       |                 |                     |
| Ungültig                   | 29.974        | 1,9           | 24.337         | 1,5            |       |                 |                     |
| Gültig                     | 1.585.749     | 100,0         | 1.591.386      | 100,0          | 26    | 13              | 3                   |
| davon:                     |               |               |                |                |       |                 |                     |
| CDU                        | 624.431       | 39,4          | 613.515        | 38,6           | 12    | 12              | 3                   |
| SPD                        | 399.221       | 25,2          | 393.396        | 24,7           | 6     | –               | –                   |
| F.D.P.                     | 279.316       | 17,6          | 314.265        | 19,7           | 5     | 1               | –                   |
| PDS                        | 158.333       | 10,0          | 149.053        | 9,4            | 2     | –               | –                   |
| B90/Gr                     | 105.157       | 6,6           | 83.976         | 5,3            | 1     | –               | –                   |
| REP                        | –             | –             | 15.197         | 1,0            | –     | –               | –                   |
| GRAUE                      | 3.303         | 0,2           | 9.431          | 0,6            | –     | –               | –                   |
| DSU                        | 15.053        | 0,9           | 7.138          | 0,4            | –     | –               | –                   |
| NPD                        | –             | –             | 2.704          | 0,2            | –     | –               | –                   |
| ÖDP                        | –             | –             | 2.179          | 0,1            | –     | –               | –                   |
| SpAD                       | –             | –             | 532            | 0,0            | –     | –               | –                   |
| Einzelbewerber             | 935           | 0,1           | –              | –              | –     | –               | –                   |

### Schleswig-Holstein
| Gegenstand der Nachweisung | Erst- stimmen | Erst- stimmen | Zweit- stimmen | Zweit- stimmen | Sitze | Direkt- mandate |
| Gegenstand der Nachweisung | Anzahl        | %             | Anzahl         | %              | Sitze | Direkt- mandate |
| -------------------------- | ------------- | ------------- | -------------- | -------------- | ----- | --------------- |
| Wahlberechtigte            | 2.085.858     | 100,0         | 2.085.858      | 100,0          |       |                 |
| Wähler                     | 1.639.537     | 78,6          | 1.639.537      | 78,6           |       |                 |
| Ungültig                   | 18.104        | 1,1           | 14.861         | 0,9            |       |                 |
| Gültig                     | 1.621.433     | 100,0         | 1.624.676      | 100,0          | 24    | 11              |
| davon:                     |               |               |                |                |       |                 |
| CDU                        | 746.880       | 46,1          | 705.983        | 43,5           | 11    | 9               |
| SPD                        | 668.086       | 41,2          | 626.008        | 38,5           | 10    | 2               |
| F.D.P.                     | 110.460       | 6,8           | 185.636        | 11,4           | 3     | –               |
| GRÜNE                      | 66.062        | 4,1           | 65.054         | 4,0            | –     | –               |
| REP                        | 19.022        | 1,2           | 18.823         | 1,2            | –     | –               |
| GRAUE                      | 3.037         | 0,2           | 10.162         | 0,6            | –     | –               |
| PDS                        | –             | –             | 5.496          | 0,3            | –     | –               |
| NPD                        | 4.506         | 0,3           | 4.206          | 0,3            | –     | –               |
| ÖDP                        | 2.750         | 0,2           | 3.308          | 0,2            | –     | –               |
| CM                         | 163           | 0,0           | –              | –              | –     | –               |
| Einzelbewerber             | 467           | 0,0           | –              | –              | –     | –               |

### Thüringen
| Gegenstand der Nachweisung | Erst- stimmen | Erst- stimmen | Zweit- stimmen | Zweit- stimmen | Sitze | Direkt- mandate | Über- hang- mandat |
| Gegenstand der Nachweisung | Anzahl        | %             | Anzahl         | %              | Sitze | Direkt- mandate | Über- hang- mandat |
| -------------------------- | ------------- | ------------- | -------------- | -------------- | ----- | --------------- | ------------------ |
| Wahlberechtigte            | 2.009.711     | 100,0         | 2.009.711      | 100,0          |       |                 |                    |
| Wähler                     | 1.534.654     | 76,4          | 1.534.654      | 76,4           |       |                 |                    |
| Ungültig                   | 27.470        | 1,8           | 20.382         | 1,3            |       |                 |                    |
| Gültig                     | 1.507.184     | 100,0         | 1.514.272      | 100,0          | 23    | 12              | 1                  |
| davon:                     |               |               |                |                |       |                 |                    |
| CDU                        | 691.750       | 45,9          | 684.743        | 45,2           | 12    | 12              | 1                  |
| SPD                        | 335.329       | 22,2          | 332.377        | 21,9           | 5     | –               | –                  |
| F.D.P.                     | 195.909       | 13,0          | 221.621        | 14,6           | 3     | –               | –                  |
| PDS                        | 133.003       | 8,8           | 125.154        | 8,3            | 2     | –               | –                  |
| B90/Gr                     | 102.834       | 6,8           | 92.567         | 6,1            | 1     | –               | –                  |
| DSU                        | 32.115        | 2,1           | 20.023         | 1,3            | –     | –               | –                  |
| REP                        | 2.967         | 0,2           | 17.969         | 1,2            | –     | –               | –                  |
| GRAUE                      | 6.089         | 0,4           | 10.541         | 0,7            | –     | –               | –                  |
| NPD                        | 6.877         | 0,5           | 3.973          | 0,3            | –     | –               | –                  |
| ÖDP                        | –             | –             | 2.651          | 0,2            | –     | –               | –                  |
| LIGA                       | –             | –             | 2.322          | 0,2            | –     | –               | –                  |
| Patrioten                  | –             | –             | 331            | 0,0            | –     | –               | –                  |
| Einzelbewerber             | 311           | 0,0           | –              | –              | –     | –               | –                  |